# 斯托德島
59°53′N 5°25′E / 59.883°N 5.417°E

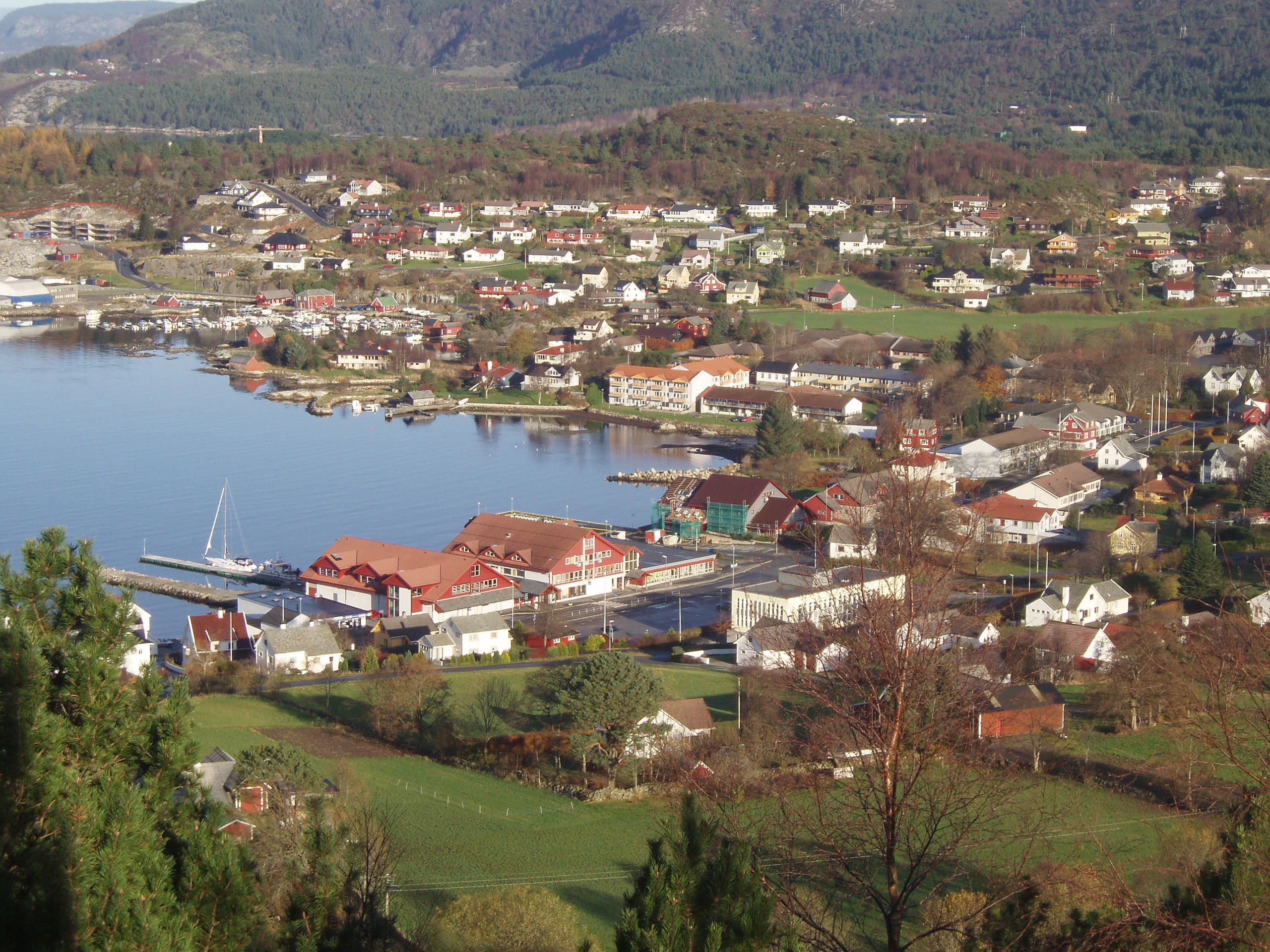

斯托德島是挪威的島嶼，位於該國西南部，由霍達蘭郡負責管轄，面積241平方公里，最高點海拔高度749米，人口約19,400，人口密度為每平方公里80.49人。

## 外部連結
- about Stord in Norwegian
- about Stord （页面存档备份，存于） in Norwegian
- about Fitjar （页面存档备份，存于） in Norwegian